# Honda Road
Honda Road – drugie co do wielkości miasto w brytyjskim terytorium zależnym Turks i Caicos. Położone jest na wyspie Providenciales. Liczba ludności 4322 (2012).